# Villa Söhnlein-Pabst

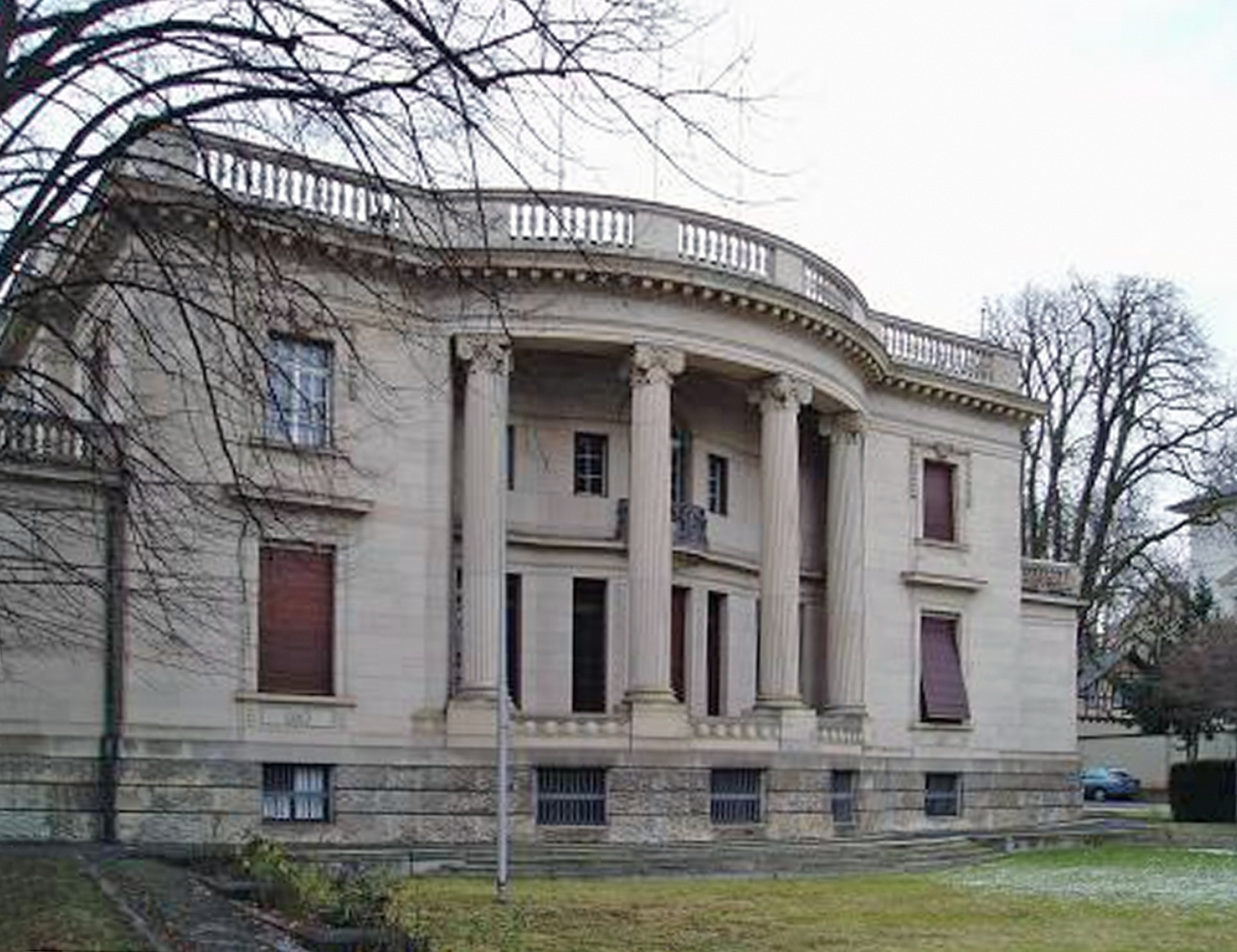
Die Villa Söhnlein-Pabst hat große Ähnlichkeit mit dem Weißen Haus in Washington, D.C.

Die Villa Söhnlein-Pabst in der hessischen Landeshauptstadt Wiesbaden wurde 1903 bis 1906 von der Zürcher Architektengemeinschaft Pfleghard und Haefeli für den Sektfabrikanten Friedrich Wilhelm Söhnlein (vgl. Söhnlein Rheingold Sektkellerei) am Warmen Damm (Paulinenstraße 7) erbaut. 
Um seiner amerikanischen Frau Emma Pabst (vgl. Brauereidynastie Pabst Brewing Company) ein bisschen Heimatgefühl zu vermitteln, wurde die Villa nach dem Vorbild des Weißen Hauses in Washington geplant und wird deswegen auch Weißes Haus genannt. Dies war wohl auch ein Grund dafür, dass die amerikanische Militärbehörde die Villa von 1945 bis 1990 nutzte, zuletzt als Hauptquartier des Standortes. Ab 1995 war sie im Besitz des Landes Hessen.
Ende der 1990er Jahre war im Gespräch, hier die neue Hessische Staatskanzlei unterzubringen, die aber inzwischen im ehemaligen Hotel Rose am Kochbrunnenplatz unterkam und dort im September 2004 eröffnet wurde.
Danach bemühten sich die Veranstalter von Nitefuel Anfang 2005 um die Nutzung der verwaisten Villa als neuem Hotspot des Wiesbadener Nachtlebens. Der Eigentümer, das Land Hessen, hatte sich inzwischen jedoch entschlossen, die Immobilie zu verkaufen, nachdem mehrere ausländische Regierungen Interesse an dem Objekt als Konsulatssitz gezeigt hatten.
Der Bauunternehmer und Bauträger Willi Müller kaufte die Villa Ende 2005 und ließ sie von 2005 bis 2009 sanieren. Müller und seine Familie wohnen in den oberen Etagen, im Erdgeschoss betrieben ein Sohn und die Tochter bis 2010 das Café Weißes Haus. Seit 2010 ist das Café nur noch für Veranstaltungen zu mieten und steht ansonsten leer. Das restliche Haus wird von der Familie privat genutzt.